# إرنستو أرايجو
إرنستو هنريك فراغا أرايجو (بالبرتغالية: Ernesto Araújo) (مواليد 15 مايو 1967) هو سياسي و‌دبلوماسي برازيلي، والوزير السابق لوزارة الشؤون الخارجية. تم اختياره من قِبل الرئيس البرازيلي جايير بولسونارو بناءً على اقتراح قدمه الفيلسوف البرازيلي أولافو دي كارفالهو. يؤمن أرايجو بنظرية المؤامرة حيث يرى أن التغيير المناخي الذي يقوم به الإنسان غير صحيح كما يؤمن بوجود «مؤامرة شيوعية»، وأن «العولمة» هي عملية مدفوعة من «الماركسية الثقافية».

## العمل
أروجو هو دبلوماسي موظّف في وزارة الخارجية (التي غالبًا ما يطلق عليها «إيتاماراتي» وهو اسم مقرّها) خدم في قسم شؤون اتحاد ميركوسور (السوق المشتركة الجنوبية) من 1991 إلى 1995، ومن 2007 إلى يوليو 2010 كان نائب رئيس السفارة البرازيلية في أوتاوا. في يونيو عام 2018، تمت ترقيته إلى رتبة وزير من الدرجة الأولى في السلك الدبلوماسي البرازيلي، وهي أعلى رتبة لموظّف دبلوماسي في الوزارة، إذ تسمح لهم بالعمل كسفراء. حيث أنه وفق التنظيم المتبع في وزارة الخارجية البرازيلية، يُطلق على وزراء الدرجة الأولى لقب «سفير» حتى لو لم يتولوا بعد توجيه السفارة، كما هو الحال مع أرايجو.

### وزير الشؤون الخارجية (2019-2021)
بعد انتخاب جايير بولسونارو رئيسًا للبرازيل في أكتوبر 2018، تم اختيار السفير أرايجو الذي تمت ترقيته حديثًا ليكون وزير الخارجية في الإدارة الجديدة. وُصف الاختيار أنه غير عادي. لم يكن أرايجو عضوًا مؤثرًا في الوزارة، حيث وصفته مجلة The Economist بأنه «دبلوماسي غامض حتى الآن»، وحصل على الوظيفة بعد اقتراح من Olavo de Carvalho. ونشرت مجموعة من الدبلوماسيين البرازيليين المجهولين بيانًا يأسف لتعيينه، ويدعي أن أرايجو «غير مستعد بشكل واضح» وله آراء «سخيفة». وصفه البعض أيضًا، دون الكشف عن هويتهم، بأنه «رجل علمي للغاية»، ولديه معرفة عميقة بالتاريخ القديم.
تولى أرايجو منصب وزير الخارجية في 1 يناير 2019. في 8 يناير 2019، طلب من الدبلوماسيين إبلاغ الأمم المتحدة بأن البرازيل قد انسحبت من الميثاق العالمي للهجرة. وبقي في منصبه حتى 29 مارس 2021.

## مواقف
خلال إدارات حزب العمال، دعم أرايجو علنًا السياسة الخارجية ل‍ لولا دا سيلفا و‌ديلما روسيف. في عام 2008، على سبيل المثال، انتقد أولئك الذين وصفوا أجندتهم التقدمية «أيديولوجية» ودافع عن حق الفنزويلي هوغو تشافيز أن يكون عضواً في مجموعة ميركوسور.
وفي الآونة الأخيرة، بدأ في اتخاذ آراء تتعارض مع مواقفه السابقة. في مقال نشر عام 2017 من قبل معهد أبحاث العلاقات الدولية (IPRI)، أشاد أرايجو بالرئيس الأمريكي دونالد ترامب لخطابه القومي ويؤكد أنه يستعيد القيم الغربية التي تعادي العدمية، والتي يعتقد أنها العدو الغربي الذي حل محل الشيوعية. في نفس المقال، يشيد بالمحلل السياسي الفاشي الجديد ألكسندر دوغين، والذي «يجب دراسة» كتبه، وفقًا لأرايجو. وفقًا لما ذكره باولو روبيرتو دي ألميدا، وهو دبلوماسي برازيلي كبير، فإن التحول الأيديولوجي الواضح لأرايجو كان خطوة «متعمدة» لإرضاء أولافو دي كارفالهو و «الحصول على الوظيفة» في إدارة بولسونارو.
يحافظ أرايجو أيضًا على مدونة بعنوان «Metapolitics 17 - ضد العولمة»، حيث يكتب أن العولمة «هي العولمة الاقتصادية التي كانت مدفوعة بالماركسية الثقافية» وهي «معادية للإنسان ومناهضة للمسيحية بشكل أساسي». كما زعم أرايجو في مدونته أن التغير المناخي هو مؤامرة «للماركسية الثقافية» لتقويض الدول الغربية من أجل دعم نمو الصين، كما أعرب عن أسفه «لتجريم» اللحوم الحمراء والنفط و‌الجنس الآخر.
كما ادعى كذباً أنه نظرًا لتسمية الحزب النازي رسميًا باسم الحزب الاشتراكي الوطني، فقد كانت النازية في الحقيقة حركة يسارية. وانتقد مؤرخون وعلماء ألمان مختلفون تصريحه ووصفوه بأنه «هراء» و «سخيف علمياً».
في مؤتمر صحفي عقده في نوفمبر 2018، عندما سُئل عن الطريقة التي سيتعامل بها مع الدول الأجنبية كوزير للخارجية، قال أرايجو أنه لن يكون هناك أي تفضيل تجاه أي دولة وأن البرازيل سيكون لها «علاقات ممتازة مع جميع الشركاء لتحسين الشراكات لصالح الجميع، وقبل كل شيء الشعب البرازيلي».

## الحياة الشخصية
ولد أراخو في بورتو أليغري في عام 1967. تخرج من جامعة برازيليا، حيث درس اللغويات والأدب، وتم تدريبه كدبلوماسي في معهد ريو برانكو. متزوج ولديه ابنة. كما أنه يتبع للكنيسة الرومانية الكاثوليكية.
عمل والده هنريك فونسيكا دي أراخو كمحامٍ عام للنظام العسكري البرازيلي. خلال فترة ولايته، تصرف هنريك فونسيكا دي أراخو لمنع غوستاف فاغنر، المسؤول النازي ونائب قائد معسكر الإبادة في سوبيبور، من التسليم إلى ألمانيا. بعد الحرب، تمكن فاغنر من الفرار إلى البرازيل، حيث توفي بعد عدة سنوات من رفضه تسليم الديكتاتورية البرازيلية. في مدونته، دافع أرايجو عن والده، قائلاً إنه لم يكن مؤيدًا للنازية ولم يتصرف إلا وفقًا «لسيادة القانون».

## وصلات خارجية
- الملف الشخصي في مركز ويلسون
- مدونه شخصية خاصة